# Benaja

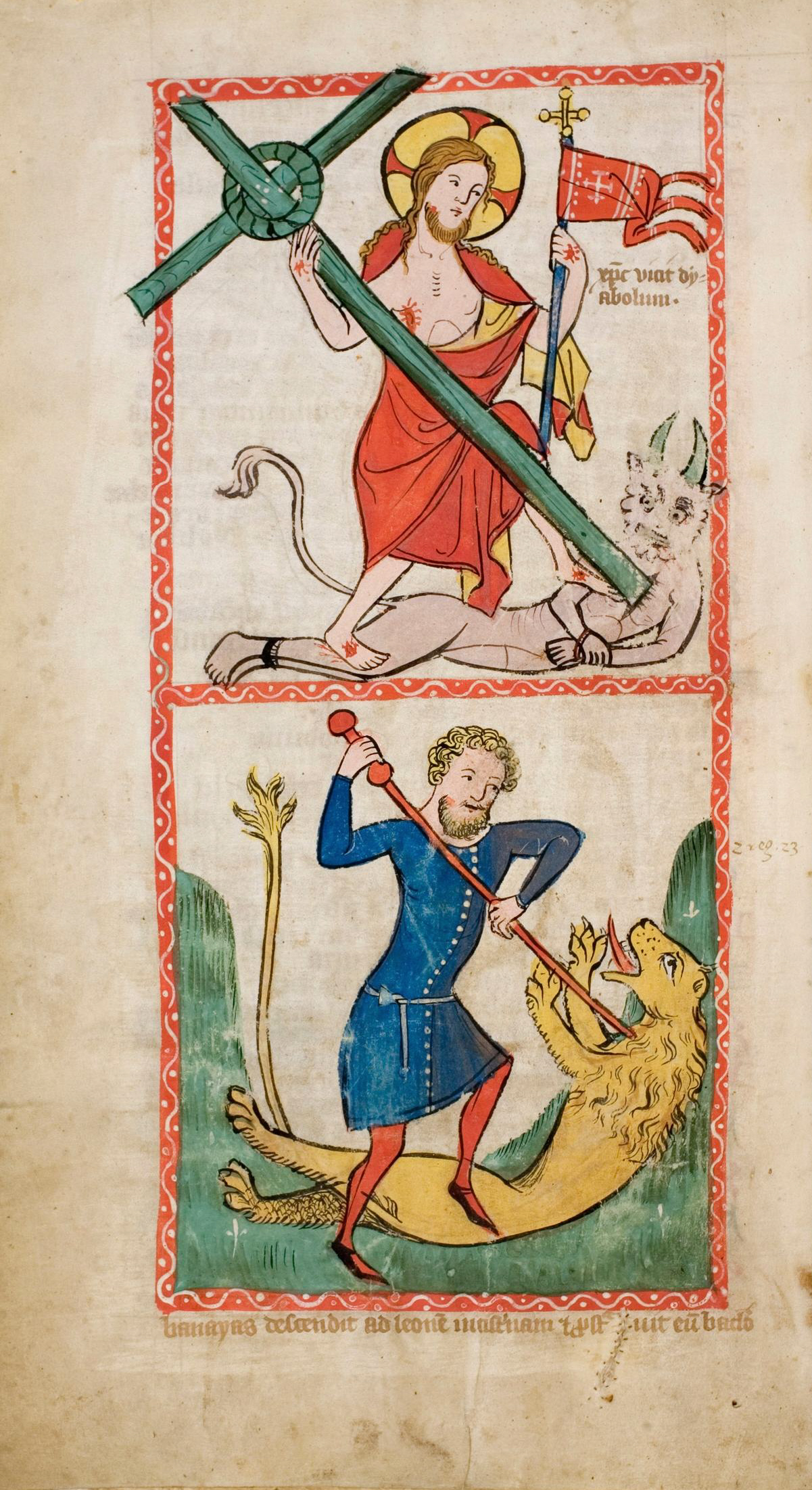
En haut: Jésus triomphe du Diable;
En bas: Benaiah tue un Lion.
Speculum humanae salvationis, vers 1360.

Benaja ou Benaiah (en hébreu : בניהו, « Benayahou a construit »,)  est le nom d'au moins douze personnages de la bible.

## Benaja, fils deJoad
Le plus connu est le fils du cohen Joad ou Joïada ou encore Jehojada le souverain sacrificateur. Il est général de David dans l'armée du royaume d’Israël :

« Benayahu, fils de Yehoyada, fils d'un homme vaillant, prodigue en exploits, originaire de Qabçéel, c'est lui qui abattit les deux héros de Moab, et c'est lui qui descendit et abattit le lion dans la citerne, un jour de neige. C'est lui aussi qui abattit un Égyptien qui avait une belle apparence. L'Égyptien avait en main une lance, mais il descendit contre lui avec un bâton, arracha la lance de la main de l'Égyptien et tua celui-ci avec sa propre lance.  […] David le mit à la tête de sa garde personnelle. »

— (Deuxième livre de Samuel - Darby 23,20-23.)
L'épisode du lion tué dans la citerne apparaît dans les Miroirs du salut de l'homme, ces recueils de la fin du Moyen Âge qui associent généralement une séquence de l'Ancien Testament ou de l'histoire ancienne à une séquence du Nouveau Testament. Benaja, dans ces Miroirs, préfigure le Christ descendant aux Enfers pour triompher du Diable au moyen de la Croix.
Benaja est un des vaillants guerriers  de David (Premier livre des Chroniques - Darby 27,6). Il  commande les  Kéréthiens (en) (des Philistins) et les  Péléthiens (en) qui composent la garde du roi David. Il est renommé pour son héroïsme. Avec Sadoq et le prophète Nathan, il conserve sa  position sous Solomon, et est élevé ensuite à la fonction de commandant en chef de l'armée.
Benaja reste loyal au roi David pendant la révolte de son quatrième fils Adonias (Premier livre des Rois - Darby 1,8). Adonias est condamné à mort, et c'est Benaiah qui exécute la sentence, sous les ordres du roi Salomon. Il est d'ailleurs chargé de plusieurs exécutions, dont celle de Joab.

## Autres Benaja
Les autres Benaja de la Bible sont :
- Un fils de Pirathon et homme vaillant de David (Deuxième livre de Samuel - Darby 23,30).
- Le membre de famille de Siméon (Premier livre des Chroniques - Darby 4,36).
- Un Lévite gardien de second rang (Premier livre des Chroniques - Darby 15,18).
- Un Lévite qui sonnait de la trompette devant l'arche (Premier livre des Chroniques - Darby 15,24), et qui est ou qui n'est peut-être pas le même cité comme trompettiste parmi les  sacrificateurs Benaja et Jachaziel  verset 16,6.
- Un descendant d'Asaph (en) et grand-père du prophète Jachaziel (fils de Zacharie, fils de Benaja)  (Deuxième livre des Chroniques - Darby 20,14).
- Un employé sous la direction de Conania et de son frère Schimeï, au service d'Ézéchias (Deuxième livre des Chroniques - Darby 31,13).
- Le père de Pelathia, que le  prophète Ézéchiel voit dans une vision (Ezekiel 11:1,13) (Livre d’Ézéchiel - Darby 11,1 et Ez 11,13).
- Quatre hommes mariés à des femmes étrangères et qui divorcent, durant la purge d'Esdras : un fils de Pareosch (Livre d’Esdras - Darby 10,25), un fils de Pachath Moab (Livre d’Esdras - Darby 10,30), un fils de Bani (Esd 10,35), et un fils de Nebo (Esd 10,43).